# Трговина људима у Јерменији
Јерменија је ратификовала Протокол УН о трговини људима из 2000. у јулу 2003. године.
У 2017. години Јерменија је била изворна земља за жене које су биле изложене трговини људима, посебно принудној проституцији; земља извора и одредишта за жене на принудном раду; и изворна земља за мушкарце на принудном раду. Жене из Јерменије биле су подвргнуте сексуалној трговини у Уједињеним Арапским Емиратима и Турској.
Јерменке и жене били су подвргнути принудном раду у Русији, док су Јерменке биле подвргнуте принудном раду у Турској. Јерменски дејчаци су били подвргнути условима принудног рада, а јерменске жене и дјевојке су биле подвргнуте принудној проституцији унутар земље. Жене из Русије су биле подвргнуте условима принудног рада у Јерменији.
У јануару 2010. године, јерменска влада је донијела закон који је повећао минималну казну за осуђене починитеље трговине људима на пет година затвора, омогућио одузимање имовине осуђеним починиоцима трговине људима и изузео жртве трговине људима од кривичног гоњења за злочине почињене као директна посљедица трговине људима. Иако влада није обезбједила средства за помоћ жртвама 2009. године, у марту 2010. додијелила је приближно 15.000 долара склоништу које води невладина организација за изнајмљивање објекта. Влада је наставила да спроводи свој национални механизам за упућивање жртава трговине људима и скоро удвостручила број жртава које је идентификовала у поређењу са претходном годином. Влада је показала скроман напредак у борби против саучесништва државних службеника у трговини људима.

## Међународни одговор
Извјештај о трговини људима у САД је објављен у јуну 2014. години, а Јерменија је задржала свој статус првог нивоа, који су постигли годину дана прије него што је земља постала једина која је напредовала на највиши ниво. Рангирање показује да је Влада признала постојање трговине људима, уложила значајне напоре у рјешавање проблема и да се придржава задатих стандарда. Јерменија је била једна од најуспјешнијих земаља свијета када је у питању борба против трговине људима.
Извјештај о трговини људима из 2016. године ставио је Јерменију у „ниво 1“, у њему се помиње кључна улога Јерменске Радне групе за борбу против трговине људима, укључујући представнике владе, цивилног друштва и међународних организација.
Канцеларија за праћење и борбу против трговине људима Стејт департмента ставила је земљу у „Ниво 1“ 2017. године. Земља је остала на „Ниво 1“ кроз демонстрацију озбиљних и непрекидних напора у идентификацији жртава, усвајање националног акционог плана и успостављање и додјелу средстава за компензациони фонд за жртве трговине људима. Делегати Јерменије присуствовали су 18. конференцији Алијансе против трговине људима коју је организовала Организација за европску безбједност и сарадњу (ОЕБС) у Бечу у априлу 2018. 80 земаља је било представљено кроз различите међународне организације и организације цивилног друштва. Конференција је обухватила различите радионице фокусиране на теме као што су унапређење приступа надокнади за жртве злочина, аспекти рода и трговине људима, улога цивилног друштва, брига о малољетницима и значај медија у борби против трговине људима. Учешће Јерменије подржава њене напоре да модернизује своје спровођење закона и бори се против транснационалног криминала, укључујући трговину људима и дрогом.
Земља је 2023. године постављена на Ниво 2.
У 2023. години, Индекс организованог криминала ѕа Јерменију је иѕносио 3 од 10 за трговину људима.

## Тужилаштво
Јерменска влада повећала је своје укупне напоре за спровођење закона против трговине људима; међутим, није показао напоре да процесуира случајеве повезане са претходним наводима о саучесништву владиних званичника. Јерменија забрањује трговину људима и за присилни рад и за комерцијалну сексуалну експлоатацију кроз чланове 132 и 132-1 свог кривичног закона који, како је измијењен у јануару 2010. године, прописује казне од најмање пет година затвора и до 15 година затвора - казне које су сразмерне онима прописаним за друге тешке злочине, као што је силовање.
Влада је истражила 15 случајева трговине људима - укључујући девет сексуалне трговине и шест истрага о трговини радном снагом - у поређењу са 13 истрага у 2008. години. Јерменски судови процесуирали су 19 особа у 12 случајева трговине људима током извјештајног периода, у поређењу са осам особа које су процесуиране у 2008. години. Власти су осудиле 11 преступника трговине људима у 2009. години - укључујући осам особа за сексуалну трговину и три за трговину радном снагом - у односу на четири пресуде у 2008. години. Свих 11 осуђених преступника у 2009. години добили су затворске казне; ниједан трговац људима није добио условне казне. Четири преступника су добили казне у распону од три до пет година, а седам преступника је добило казне у распону од седам до 13 година затвора. Као резултат владиних партнерстава за борбу против трговине људима са спољним странама, око 447 владиних званичника прошло је обуку од невладиних организација за борбу против трговине људима, међународних организација, страних влада и јерменске владе о низу питања борбе против трговине људима, укључујући примјену јерменског закона о борби против трговине људима и национални механизам упућивања жртава, истражне технике и присилни рад. Иако није било нових извјештаја о саучесништву владиних званичника у трговини људима током прошле године, влада је показала само скроман напредак у поново отвореној истрази добро документованог случаја корупције из 2006. године. Одвојено суђење бившем замјенику директора државне школе за посебне потребе који је оптужен да је присилио два ученика да просе у 2008. години остало је у току на крају овог извјештајног периода.
У 2017. години, влада Јерменије одржала је напоре за спровођење закона и истражила 16 случајева трговине људима, у поређењу са 14 истрага из 2015. године. Од 16 случајева, 5 је било сексуална трговина, 10 трговина радном снагом, а један је био обоје. Те године влада је такође обучила 334 истражитеља из Истражног одбора и 83 полицајаца о питањима трговине радном снагом. У сарадњи са Интерполом, јерменска влада је координирала истраге са четири стране владе.
У 2019. години Јерменија није осудила ниједног трговца људима и процесуирала је мање него у 2018. години, што је трећа година заредом да је влада идентификовала мање случајева трговине људима. Жртве су биле подложне слабом приступу правди, процедурама и заштити жртава-свједока што је резултирало поновном виктимизацијом и бескућништвом. Током извјештајног периода није спроведена ниједна владина инспекција рада која је изазвала смањење способности идентификације, истраге и спречавања присилног рада.

## Заштита
Влада Јерменије показала је амбивалентне напоре да идентификује и пружи заштиту жртвама трговине људима. Влада није потрошила средства која је издвојила за помоћ жртвама у 2009. години, али је у марту 2010. године потписала споразум са локалном невладином организацијом да обезбједи средства за изнајмљивање објеката за једно склониште за трговину људима од фебруара до децембра 2010. године.
У септембру 2009. године, влада је издала уредбу која осигурава жртвама приступ бесплатним медицинским услугама које пружа држава; двије жртве су добиле такву медицинску помоћ током извјештајног периода. Влада је наставила да спроводи свој национални механизам упућивања жртава. У марту 2010. године, влада је донијела промјене у националном механизму упућивања, повећавајући помоћ и склониште за жртве трговине људима од седам до 30 дана након њихове почетне идентификације; додатна помоћ је условљена њиховом сарадњом са истрагама за спровођење закона.
Невладине организације су изразиле забринутост да је национални механизам упућивања несразмјерно фокусиран на кривично гоњење починилаца трговине људима, а не на помоћ жртвама. Влада је значајно повећала број идентификованих жртава током извјештајног периода: службеници за спровођење закона идентификовали су 60 жртава у 2009. години и упутили их 22 на помоћ НВО, у поређењу са 34 идентификоване жртве и 20 упућених на помоћ у 2008. години. 26 жртава у 2009. години, у поређењу са 24 жртве у 2008. години. Жртве су подстицане на сарадњу са органима за спровођење закона; 2009. године свих 60 жртава помогло је полицији у истрагама о трговини људима.
Невладине организације су такође пријавиле побољшану осјетљивост судија и тужилаца за права жртава. Страним жртвама трговине људима идентификованим у Јерменији било је дозвољено да остану у земљи и раде у локалној привреди. У новембру 2009. године, влада је донела законски амандман којим се жртве трговине људима изузимају од кривичног гоњења за било које противправне радње које су можда починиле као директну посљедицу трговине људима; није било извјештаја да су жртве кажњене за таква дјела током периода извештавања. Недостатак одговарајуће заштите жртава и свједока и даље је забрињавајуће; ово је можда омело напоре Јерменије у тужилаштву.
Заштитни напори настављени су и 2017. године, гдје су идентификоване 22 жртве у поређењу са 9 из 2015. године. 19 жртава је прихватило помоћ од склоништа које воде невладине организације, а влада је издвојила 18,8 милиона АМД (39.260 долара) за напоре у заштити жртава, укључујући трошкове да води склоништа. Влада је такође уложила 1,8 милиона АМД (3.650 УСД) у компензациони фонд који жртвама трговине људима обезбеђује једнократну исплату од 250.000 АМД (520 УСД). У фебруару 2017. године једно од склоништа које води НВО затворено је пошто је пројекат финансиран од стране донатора завршен.

## Превенција
Јерменска влада је предузела напоре у борби против трговине људима, посебно кроз подизање свести током периода извештавања. Владина агенција за миграције је 2009. године издвојила око 8.000 долара за објављивање и дистрибуцију 100.000 брошура и летака који описују правне процедуре за Јермене који желе да раде у иностранству. Ови материјали су подељени путницима мигрантима на аеродрому у Јеревану, као и у центрима за запошљавање и центрима за социјалне ресурсе.
Влада је такође обезбједила око 20.000 долара за кампању подизања свијести усмерену на адолесценте под називом „Кампање међу младима за повећање свијести о пријетњи трговине људима“. Кампања је укључивала дигиталну видео конференцијску дискусију о опасностима трговине људима која је емитована на јерменској јавној телевизији. Кампања је такође укључивала додатне регионалне радионице за обуку омладинских лидера о опасностима трговине људима – ове информације су затим прослијеђене њиховим вршњацима. Гранични службеници нису посебно пратили обрасце емиграције и имиграције у потрази за доказима о трговини људима, а влада није учинила видљиве напоре да смањи потражњу за комерцијалним сексуалним односима.
Влада је 2017. године повећала напоре у превенцији трговине људима и развила и усвојила Национални акциони план (НАП) за период 2016-2018. године. Међуагенцијска радна група за борбу против трговине људима редовно се састајала током цијеле године и објављивала полугодишње и годишње извјештаје о активностима. Различите превентивне пројекте и активности спроводиле су владине агенције, а полиција је водила дискусије о подизању свијести у школама, емитовала видео снимке и учествовала у телевизијским емисијама посвећеним питањима трговине људима. Појединци који су прелазили границу добијали су информације о ризицима трговине од Министарства за дијаспору.